# Марвін Голодарвін в Космосі
Марвін Голодарвін в Космосі (англ. Starvin 'Marvin in Space) — епізод 311 (№ 44) серіалу «Південний парк», прем'єра якого відбулася  17 листопада 1999 року.

## Сюжет
Серія починається з висадки прибульця в Африканській пустелі з метою зробити перший контакт з землянами. На жаль, перший «контакт» відбувається зі зграєю левів, які розривають його на шматки. На ранок НЛО біля свого села в Ефіопії виявляє Марвіна Голодарвіна. Будучи незадоволеним християнськими місіонерами, які захопили його село, він залазить в корабель і летить шукати нові землі для свого народу. У той же час агенти ЦРУ, дізнавшись про кораблі і бажаючи його отримати, знаходять Стена, Кайла, Картмана і Кенні і вимагають розповісти їм, куди міг полетіти Марвін. Потім вони рекрутують Саллі Струтерс. Ця жінка надзвичайної повноти — лідер гуманітарної допомоги в Ефіопію, але це лише прикриття — вона сама з'їдає майже всю надіслану їжу.
Марвін підбирає хлопців, і вони, випадково натиснувши на якусь кнопку, відлітають на рідну планету колишнього господаря корабля — планету Марклар, чиє населення говорить англійською, але замінює всі іменники словом «Марклар» (наприклад: «Ей, Марклар! Як твої Марклари?»), причому чудово розуміють один одного. Марклари дозволяють Марвіну переселити ефіопів на їх планету. Повернувшись на Землю, хлопці намагаються зібрати всіх ефіопців, але ЦРУ захоплює корабель. Марвін забирає ефіопів на корабель, поки хлопці вдають журналістом Тома Брокоу — агенти не вірять їм (Том Брокоу не носить вусів і відрізняється голосом від Картмана), але це відволікає їх досить довго, щоб Марвін забрав всіх ефіопців на корабель. Хлопці самі біжать до корабля, але Кенні не встигає і потрапляє в руки агентів.
На орбіті Землі в хлопців стріляють місіонери, які побудували свій власний міжзоряний крейсер, щоб принести Маркларам християнство. У той же час телеєвангеліст Пет Робертсон намагається зібрати гроші на створення абсурдного зброї і технологічних систем для крейсера. Починається космічний бій, але потім в космос потрапляють агенти США. Заморозивши Кенні в карбон, агенти дарують його Саллі Стразерс, щоб вона їм допомогла (мабуть, у неї є гаттский контрабандистський корабель). Картман переконує Саллі, що вони все це роблять через неї, і просить її про допомогу. Вона відпускає хлопців і захоплює крейсер месіонерів. Потім хлопці відкривають кротову нору на Марклар, яка «засмоктує» всі кораблі.
Після прибуття на Марклар люди намагаються пояснити місцевим жителям свою точку зору, але ті не можуть їх зрозуміти. У підсумку тільки Кайл виявляє свою здатність пояснити все їхньою власною мовою:
Марклари!. Ці марклари хочуть змінити ваш марклар; вони не хочуть, щоб цей марклар або інші марклари жилитут, бо це погано для їх марклара. Вони застосовують марклар, щоб примусити маркларів вірити в їх марклар. Якщо ви дозволите їм залишитися, вони побудують свої марклари, вони заберуть ваші марклари і замінять їх своїм маркларом. Ці марклари не мають гарного марклару, тому вони приїхали жити на марклар. Будь ласка, дозвольте цим маркларам залишитися.
Вождь Маркларів відповідає «Молодий Марклар, твої Марклари мудрі і правдиві». Вони виганяють месіонерів (незважаючи на те, що за це їм обіцяють «вічне горіння в пеклі») і приймають ефіопців. Хлопці обіцяють відвідати їх; Картман саркастично додає: «Коли Джессі Джексон стане президентом».

## Смерть Кенні
Кенні заморожений у карбон агентами ЦРУ як подарунок Саллі Стразерс, однак він не мертвий так як через кілька секунд його можна помітити в космічному кораблі разом з іншими хлопцями. Ця смерть є пародією на заморозку Хана Соло в серії «Зоряних воєн» «Імперія завдає удару у відповідь»; продовжуючи аналогію, варто зазначити, що Хан після розморожування в серії «Повернення джедая» виживає.

## Пародії
- Пародія із заморожуванням Кенні є розвитком пародійного образу Саллі Стразерс, яка виглядає і поводиться в точності як Джабба Гатт з «Зоряних війн». Це стосується як зовнішнього вигляду, так і мови, а в кінці одного з епізодів з Саллі з її спини з'являється мерзенна істота, що супроводжувала Джаббу в «Поверненні джедая». Саме Джаббі (Саллі) в «Зоряних війнах» належить заморожений Хан (Кенні).
- Вид і звуки містка месіонерського крейсера сильно нагадують місток Ентерпрайза з «Зоряного шляху».
- Планету Марклар люди називають Альфа Кіта 6. Ця назва взята з фільму «Зоряний шлях 2: Гнів Хана».

## Цікаві факти
- Це другий і останній епізод за участю Марвіна Голодарвіна (після епізоду 1 сезону «Марвін Голодарвін»); в обох серіях, присвячених йому, він грає ключову роль. В обох цих епізодах присутня і Саллі Стразерс, проте в першому з них вона не виглядає як Джабба Гатт. Пізніше, в епізоді «Смерть Еріка Картмана», Саллі з'являється знову — вона вже не схожа на Джаббу.
- Месіонерка в Ефіопії цитує Псалми, але таких рядків (вірш 46:39) не існує в Біблії.
- У фінальних титрах грає пісня «I am Chewbacca» групи Метта Стоуна і Трея Паркера під назвою DVDA.
- На початку епізоду Картман говорить «Це Кайл, він сходив по-великому в пісуар!». В епізоді 1009 «Загадка про лайні в пісуарі» подібна подія є головною темою епізоду, тільки там це зробив Стен.